# Vieux-Pont-en-Auge
Vieux-Pont-en-Auge ist eine französische Ortschaft im Département Calvados in der Normandie. Die ehemals eigenständige Gemeinde gehörte zum Arrondissement Lisieux, zum Kanton Livarot und war Mitglied des Gemeindeverbandes Trois Rivières. Sie ging mit Wirkung vom 1. Januar 2017 in der Commune nouvelle Saint-Pierre-en-Auge auf. Seither ist sie eine Commune déléguée. 

## Geografie
Das Gebiet wird vom Fluss Viette durchquert. Die Gemeindegemarkung umfasste 12,49 km². Nachbargemeinden waren Les Authieux-Papion im Norden, Saint-Julien-le-Faucon und Coupesarte im Nordosten, Castillon-en-Auge im Osten, Boissey im Süden, Hiéville (Berührungspunkt) im Südwesten, Bretteville-sur-Dives im Westen und Le Mesnil-Mauger im Nordwesten.

## Bevölkerungsentwicklung
| Jahr      | 1962 | 1968 | 1975 | 1982 | 1990 | 1999 | 2008 |
| --------- | ---- | ---- | ---- | ---- | ---- | ---- | ---- |
| Einwohner | 310  | 280  | 219  | 210  | 220  | 275  | 297  |

## Sehenswürdigkeiten
- Kirche Saint-Aubin, Monument historique

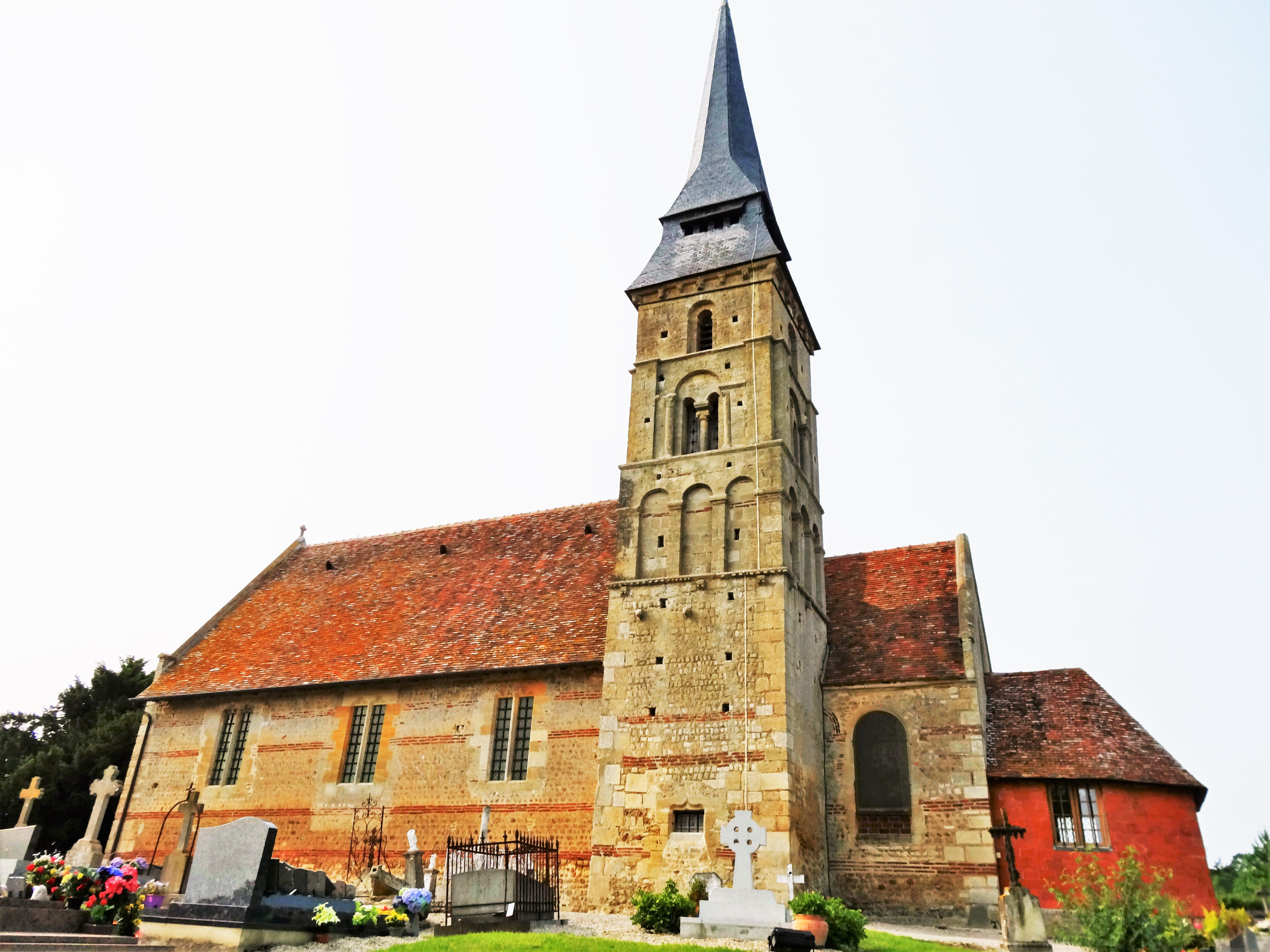
Kirche Saint-Aubin, Südfassade
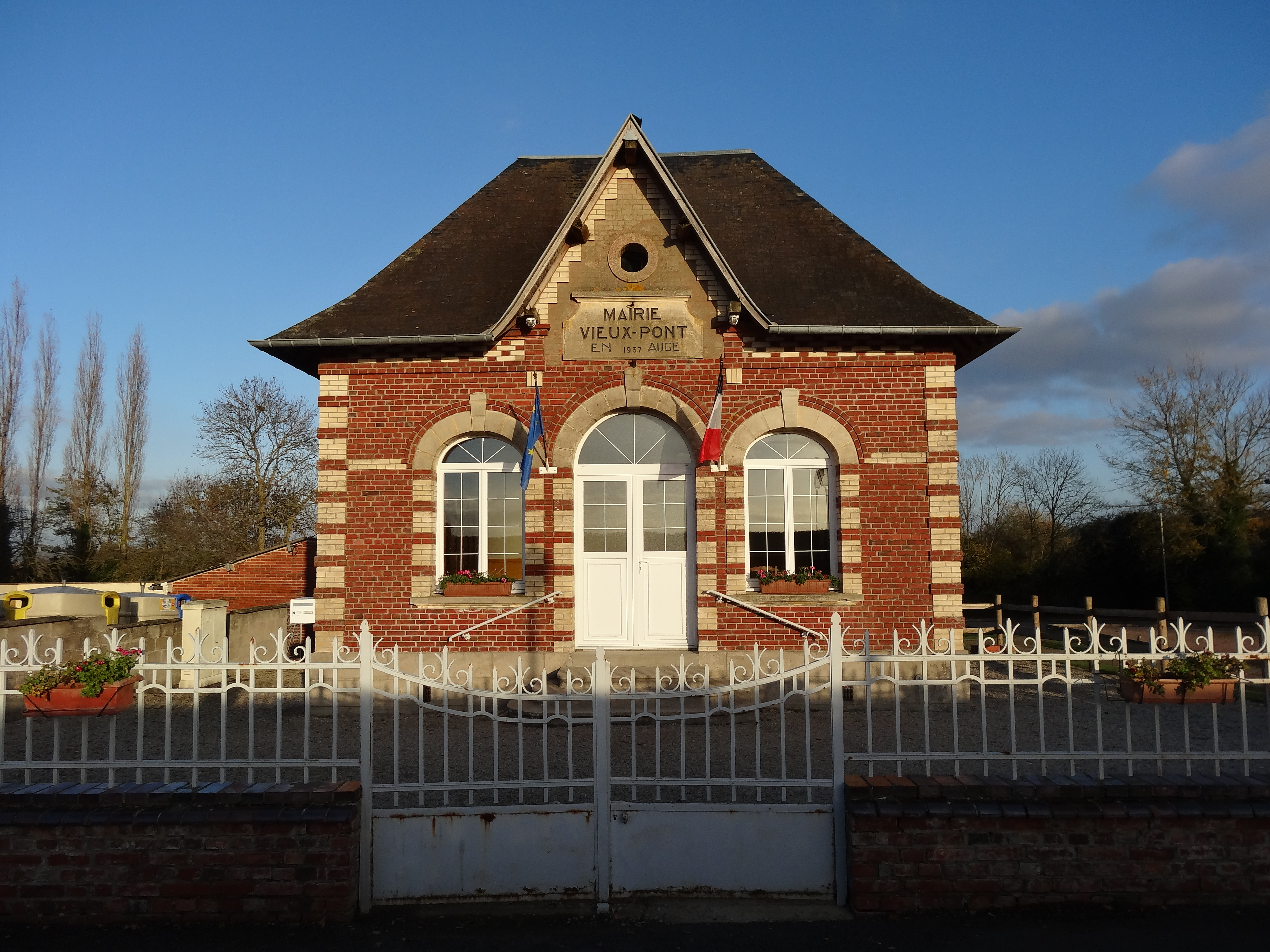
Ehemalige Mairie